# Сипаливини
Сипаливини (нидерл. Sipaliwini) — крупнейший округ Суринама, расположенный на юге страны. Административного центра у округа нет, поскольку он напрямую управляется государственным правительством в Парамарибо. Основные деревни — Аппикало, Апетина, Пукети, Покигрон, Ботопаси и другие.
Население округа — 34 136 человек (2004), площадь — 130 567 км².

## География
По площади этот район больше других вместе взятых, но большая часть территории (на юге) не используется, что было специально оговорено при его создании.

## История
Голландские колонисты, контролировавшие Суринам, опасались португальцев из Бразилии, поэтому не трогали этот регион, и проекты по развитию территории начались только в XX веке.

## Административное деление
| № | Коммуна                             | Население, чел. (2004) | Площадь, км² |
| - | ----------------------------------- | ---------------------- | ------------ |
| 1 | Верхнее Коппенаме (Boven-Coppename) | 595                    | 15 839       |
| 2 | Верхняя Сарамакка (Boven-Saramacca) | 1537                   | 5929         |
| 3 | Верхний Суринам (Boven-Suriname)    | 15 057                 | 7512         |
| 4 | Куруни (Coeroenie)                  | 1299                   | 33 133       |
| 5 | Кабалебо (Kabalebo)                 | 1843                   | 25 955       |
| 6 | Тапанахони (Tapanahoni)             | 13 805                 | 42 199       |
|   | Всего                               | 34 136                 | 130 567      |

## Территориальные споры
Из-за территориальных споров по поводу юго-западной части округа Сипаливини время от времени происходят вооружённые стычки с Гайаной.